# Tubercule olfactif
Le tubercule olfactif (TO, tuberculum olfactorium) est un centre de traitement multi-sensoriel localisé dans le cortex olfactif qui joue un rôle dans le système de récompense. Le TO est une structure composite connectée directement au bulbe olfactif et présentant des caractéristiques morphologiques et histochimiques similaires au pallidum ventral et au striatum du cerveau antérieur. Le TO est constitué d’amas de cellules denses appelés « îles de Calleja » et qui sont constitués de petites cellules granulaires. Malgré l’entrée sensorielle directe du bulbe olfactif et sa localisation au sein du cortex olfactif, aucun rôle dans le traitement des odeurs n’a été démontré.
Le TO est interconnecté avec de nombreuses régions du cerveau, en particulier les centres sensoriels, les centres de l'excitation et de récompense qui font de le TO une interface potentiellement critique dans le traitement de l'information sensorielle et des réponses comportementales correspondantes. Un rôle dans les comportements locomoteurs et de l’attention a également été montré dans le TO. Il exerce plus précisément une fonction dans les réactions sociales et sensorielles et il peut être nécessaire à la flexibilité comportementale.

## Structure
L’emplacement et la taille relative du tubercule olfactif diffèrent entre les humains, les primates non humains, les rongeurs, les oiseaux et les autres animaux. Dans la plupart des cas, le tubercule olfactif est identifié comme un renflement rond le long de la prosencéphale antérieure basal du chiasma optique et postérieur au pédoncule olfactif. Chez les humains et les primates non humains, l'identification visuelle du tubercule olfactif n’est pas aisée car le renflement du cerveau antérieur basal est faible chez ces animaux. En ce qui concerne l'anatomie fonctionnelle, le tubercule olfactif peut être considéré comme faisant partie de trois grands réseaux. Tout d'abord, il est considéré comme faisant partie du cerveau antérieur basal, le noyau accumbens et les noyaux amygdaliens en raison de son emplacement le long de la région ventrale rostrale du cerveau, à savoir la partie avant inférieure. Deuxièmement, il est considéré comme faisant partie du cortex olfactif, car il reçoit une entrée directe du bulbe olfactif. Troisièmement, il est également considéré faisant partie du striatum ventral sur la base d’examens anatomiques, neurochimiques et d’embryologie.
L'une des caractéristiques la plus singulière du tubercule olfactif est les amas de cellules denses en forme de croissant situés principalement dans la couche III et parfois dans la couche II. Ces noyaux de cellules, dénommés «  îles de Calleja », sont innervés par des projections dopaminergiques du noyau accumbens et de la substance noire (substantia nigra), suggérant un rôle du TO dans le système de récompense.
Le tubercule olfactif est un centre de traitement multi-sensoriel en raison du nombre d'innervations à destination et en provenance d'autres régions du cerveau telles que l'amygdale, le thalamus, l'hypothalamus, l'hippocampe, le tronc cérébral, les fibres sensorielles auditives et visuelles ainsi qu’un certain nombre de structures dans le système de récompense et d’attention, et  avec le cortex olfactif. De par ses nombreuses innervations provenant d'autres régions du cerveau, le tubercule olfactif est impliqué dans l’agrégation d'informations de divers sens tels que les stimuli olfactifs et auditifs ainsi qu'olfactifs et visuels. Cette intégration des différentes informations permet possiblement d’adopter le comportement de l’individu pertinemment à l’environnement. Par conséquent, des dommages du tubercule olfactif sont susceptibles d'affecter la fonctionnalité de nombreuses régions du cerveau qui y sont reliées. Par exemple, une atteinte du TO peut entraîner des changements dans les comportements liés à l’olfaction ou des déficiences ou des troubles du comportement et de la motivation. Ce genre de troubles est commun à des désordres psychiatriques tels que la schizophrénie, la démence et la dépression.
Il a été démontré que le tubercule olfactif joue un rôle important dans le comportement. Les lésions unilatérales du TO entraînent une modification de l'attention, de la réactivité sociale et sensorielle et même du comportement locomoteur. Les lésions bilatérales entrainent une diminution de l’activité copulatrice chez les rats mâles. Le tubercule olfactif est également particulièrement impliqué dans les mécanismes de récompense et les comportements addictifs. Une étude a équipé des rats d’un dispositif leur permettant de s’auto-administrer des doses de cocaïne dans des régions distinctes du cerveau. Pendant cette expérimentation, les rats s’injectaient plus fréquemment la cocaïne directement dans le tubercule olfactif que dans d’autres centres de récompense du cerveau tels que le noyau accumbens et le pallidum ventral. Les rats allaient même jusqu’à s’administrer de la cocaïne dans le tubercule olfactif environ 200 fois par heure et même jusqu'à la mort.
Les contributions fonctionnelles du tubercule olfactif à l’olfaction ne sont actuellement pas claires. Il existe cependant les preuves d'une contribution du TO aux perceptions olfactives. Les travaux du chercheur Zelano, et al. suggèrent que le tubercule olfactif pourrait être crucial dans le tri des sources d'information olfactive, ce qui suggère que le TO pourrait également jouer un rôle dans le comportement en relation avec l’odorat. Le TO pourrait faire la jonction entre les perceptions d'odeurs et la réalisation d’actions grâce aux nombreuses connexions avec les centres cérébraux de l'attention, des récompenses et les systèmes de motivation du cerveau antérieur basal. Les données d'imagerie fonctionnelle montrent également que le tubercule olfactif est fortement activé lors de tâches qui engagent l'attention, jouant ainsi un rôle important dans les systèmes liés à l'excitation.
Étant donné que le tubercule olfactif est un composant du striatum ventral, il est fortement interconnecté avec les centres affectifs-, de récompense et liés à la motivation. Il se trouve également à l'interface entre l'entrée sensorielle olfactive et les circuits modulateurs de comportement. Ces circuits  modulent le comportement au cours de certains états physiologiques et mentaux. Ainsi, le tubercule olfactif peut également jouer un rôle important dans la médiation de l'approche de l'odeur et le comportement d'évitement d'odeur, probablement d'une manière dépendant de l'état physiologique de l’individu.

### Anatomie
Chez la plupart des espèces, le tubercule olfactif est localisé dans le cerveau antérieur basal de l'animal dans le lobe temporal médian. Plus précisément, le tubercule est inclus dans le cortex olfactif et imbriqué entre le chiasma optique et les voies olfactives et ventrales du noyau accumbens. Le tubercule olfactif se compose de trois couches, une couche moléculaire (couche I), une couche cellulaire dense (couche II) et une couche polymorphe (couche III). En plus des îles de Calleja, caractéristiques du tubercule, le TO est également distinct de par l’innervation de l'aire tegmentale ventrale par les neurones dopaminergiques. Le tubercule olfactif est également constitué d'éléments hétérogènes tels que le faisceau médial prosencéphal et l’extension ventrale du complexe striatum. Au cours des années 1970, un composant du striatum est localisé dans le tubercule olfactif. Ce dernier est constitué de neurones épineux moyens GABAergiques. Les neurones GABAergiques envoient des influx vers le pallidum ventral et reçoivent des entrées glutamatergiques des régions corticales et des entrées dopaminergiques de l'aire tegmentale ventrale,.

### Caractéristiques morphologiques et neurochimiques
La partie ventrale du tubercule olfactif se compose de trois couches. La partie dorsale contient quant à elle des amas de cellules denses et est raccordée au pallidum (à l’intérieur des noyaux gris centraux). La structure des parties du tubercule les plus ventrales et antérieures peut être définie anatomiquement comme des collines comprenant des circonvolutions et sillons et des amas de cellules.
Les types de cellules les plus courantes dans le tubercule olfactif sont des cellules de taille moyenne dense de la colonne vertébrale localisées principalement dans la couche II (couche cellulaire dense). Les dendrites de ces cellules sont recouvertes de substance p immunoréactive (S.P.I). Les axones se projettent vers le haut dans la couche III (couche polymorphe). Ces cellules se projettent également dans le noyau accumbens et le putamen caudé, reliant ainsi le tubercule olfactif avec le pallidum. D'autres cellules de taille moyenne se retrouvent également dans les couches II et III du tubercule olfactif. Celles-ci comprennent les neurones de la colonne vertébrale et les neurones en fuseau. Ces cellules diffèrent des cellules moyennes denses de la colonne vertébrale, car ils ont des arbres dendritiques clairsemés (une seule dendrite dans le cas des neurones en fuseau). Les cellules de plus grande taille sont la caractéristique la plus frappante du tubercule olfactif, elles forment des amas de cellules denses en forme de croissant appelés « îles de Calleja » qui sont principalement localisés dans la partie dorsale du tubercule olfactif, la couche III et plus rarement dans la couche II. Le tubercule olfactif contient aussi trois classes de petites cellules localisées principalement dans les couches I et II. La première classe est composée des cellules piales (désignées comme telles en raison de leur emplacement près de la surface piale). Ces cellules ressemblent à des cellules miniatures de taille moyenne denses de la colonne vertébrale. Les secondes sont des cellules rayonnantes qui sont facilement identifiables en raison de leurs nombreuses dendrites multidirectionnelles. Le troisième type est constitué des petites cellules de la colonne vertébrale qui sont similaires aux cellules piales mis à part qu’elles ne sont pas situées près de la surface piale.

### Développement
Au cours du développement embryonnaire, des cellules provenant de plusieurs sites de développement migrent et se réunissent pour former le tubercule olfactif, paroi rostromédiale du télencéphale (cerveau antérieur) et éminence ganglionnaire ventrale comprises. L’éminence ganglionnaire se situe dans la partie ventrale du télencéphale où se forment des renflements dans les ventricules qui deviennent plus tard le ganglion basal qui n’est présent que lors du stade embryonnaire. Les neurones olfactifs tuberculeux apparaissent dès le 13e jour embryonnaire (E13) et le développement des cellules se produit d'une manière spécifique aux couches neurales. L'émergence des trois principales couches du tubercule olfactif commence presque simultanément. Les grands neurones dans la couche III apparaissent d’E13 à E16, tandis que les petites et moyennes cellules commencent à se développer entre E15 et E20. Comme les petites et moyennes cellules dans la couche III, les cellules de la couche II et les ponts striatum apparaissent aussi entre E15 et E20 et se développent suivant un gradient latéral à médial. Les cellules granulaires des nécessite apparaissent entre E19 et E22 et continuent à migrer vers les îles longtemps après la naissance,.
Les fibres du tractus olfactif latéral commencent à se ramifier au tubercule olfactif autour de E17. La partie latérale du tubercule olfactif raccordée à l'appareil olfactif se voit connectée à des fibres denses et la partie médiane du TO reçoit des projections des nerfs optiques. Cette ramification se poursuit jusqu'à l'achèvement de la fin de la première semaine après la naissance.

## Fonctions

### Processus multi-sensoriels
Le tubercule olfactif joue un rôle fonctionnel dans l'intégration multisensorielle de l'information olfactive avec des sens modaux supplémentaires. L'information sensorielle auditive peut arriver au tubercule olfactif via des réseaux impliquant l'hippocampe et le pallidum ou directement à partir du cortex olfactif. Ces différentes connexions suggèrent le rôle possible du tubercule olfactif dans l'intégration sensorielle auditive - olfactive. Il a été démontré que cette convergence peut provoquer la perception de bruit causée par l'interaction entre la perception de l'odorat et du son conjuguées. Cette possibilité a notamment été étayée par l’étude de la localisation de la convergence olfactive-auditive dans le TO.
Des projections rétiniennes ont également été trouvées dans la couche II du tubercule olfactif, ce qui suggère qu'elles constituent une région de convergence olfactive et visuelle. Ces fibres sensorielles visuelles proviennent des cellules ganglionnaires de la rétine. Ainsi, le tubercule olfactif peut jouer un rôle dans la perception des odeurs quand une source visuelle est identifiée.
Les données in vitro de certaines études suggèrent que les unités du TO ont des capacités fonctionnelles de traitement des odeurs similaires aux neurones des autres centres olfactifs. Il a été suggéré que le tubercule olfactif pourrait être crucial pour déterminer la source de l'information olfactive et répondre de manière approprié aux inhalations d'odeurs.

### Rôle comportemental
Le tubercule olfactif reçoit principalement des impulsions sensorielles des récepteurs olfactifs. En raison de ses liens avec des régions comme l'amygdale et l'hippocampe, le tubercule olfactif peut jouer un rôle dans le comportement. Les rats font beaucoup appel aux entrées sensorielles des récepteurs olfactifs pour leurs attitudes comportementales. Des études montrent que des lésions bilatérales du tubercule olfactif réduisent de manière significative les comportements instinctifs comme le comportement de copulation chez les rats mâles et entraîne une réduction de certains comportements tels que renifler ou mâcher,,. Ces inhibitions pourraient être provoquées par la suppression des processus neuronaux centraux autres que les cellules dopaminergiques dans le tubercule olfactif. Il a été démontré que des lésions unilatérales entraînent une modification de l'attention, de la réactivité sociale et sensorielles et du comportement locomoteur chez le rat.

### Stimulation et récompense
Les neurones dopaminergiques de l'aire tegmentale ventrale qui innervent le tubercule olfactif permettent au tubercule de jouer un rôle important dans les systèmes de récompense et d'excitation. Le TO semble ainsi agir comme un médiateur dans le renforcement primaire de la cocaïne et générer de l'excitation. Il a été démontré que des parties antéromédiales du tubercule servaient de médiateur pour les effets de récompense les plus puissants de drogues comme la cocaïne et les amphétamines. Cela a été notamment démontré lors d’études où les rats apprenaient à s’auto-administrer de la cocaïne à des taux significativement élevés dans le tubercule. Il est intéressant de noter que les injections de cocaïne dans le tubercule induisaient une locomotion importante et des comportements similaires à ceux retrouvés dans des élevages de rats.

## Importance clinique
La nature multi-sensorielle du tubercule olfactif et les nombreuses innervations qu'il reçoit des autres régions du cerveau, en particulier l'entrée directe du bulbe olfactif et innervation de l'aire tegmentale ventrale, fait que le TO est susceptible d'être impliqué dans différents troubles psychiatriques dans lesquels olfaction et les récepteurs de la dopamine sont affectés. De nombreuses études ont trouvé une sensibilité olfactive réduite chez les patients souffrant de troubles dépressifs majeurs (TDM), de démences ou de schizophrénie. Il a été démontré que les patients souffrant de TDM ont un bulbe et un cortex olfactif de taille réduite par rapport aux individus sains. Dans le cas de démences, en particulier de type maladie d’Alzheimer, le bulbe olfactif, le noyau olfactif antérieur, le cortex orbitofrontal ainsi que toutes les zones du cerveau traitant l'olfaction sont touchées. Les déficits observés dans ces cas de démences comprennent la diminution de la sensibilité olfactive, de même qu’une diminution des capacités d'identification des odeurs et de la mémoire olfactive,,,. Les patients présentant des symptômes schizophréniques présentent des troubles de la discrimination olfactive non présents chez les patients atteints d'autres troubles psychiatriques non mentionnés ici. Rupp et al. ont constaté que chez les patients atteints de schizophrénie la sensibilité et la discrimination olfactive ainsi que les capacités d'identification d'ordre supérieur étaient réduites. Comme mentionné précédemment, le tubercule olfactif peut être impliqué dans la perception des odeurs dues aux entrées du bulbe olfactif et, par conséquent et par extension, peut jouer un rôle dans ces troubles psychiatriques.

## Historique
Le tubercule olfactif a été décrit pour la première fois par Albert von Kölliker en 1896, qui l’a étudié chez le rat. Depuis lors, de nombreuses études histologiques et histochimiques ont été réalisées dans ce domaine pour identifier le TO chez d'autres rongeurs, chats, humains, primates non humains et chez d'autres espèces,. Des études similaires ont été conduites par plusieurs auteurs pour trouver la composition cellulaire et l’innervation vers et à partir d'autres régions du cerveau depuis le TO. Au fil des années, plusieurs autres méthodes ont été employées pour identifier les fonctions et le rôle possibles du TO dans le cerveau. En particulier grâce à des études de lésions et des enregistrements électrophysiologiques précoces,,,,. Les améliorations technologiques permettent aujourd’hui de placer des électrodes directement dans le tubercule olfactif et procéder à l'enregistrement des animaux anesthésiés ou même éveillé participant à des tâches comportementales,,,.